# Gipps Ice Rise
Der Gipps Ice Rise ist eine 270 m hohe, grob ovale und 16 km lange Eiskuppel am Rand des Larsen-Schelfeises vor der Wilkins-Küste des Palmerlands. Er liegt 56 km nordöstlich der Hearst-Insel.
William R. MacDonald (1925–1977) vom United States Geological Survey entdeckte ihn am 18. Dezember 1966 bei einem Überflug mit einer Lockheed Super Constellation der Flugstaffel VXE-6 der United States Navy. Die bei diesem Überflug entstandenen Luftaufnahmen dienten der Kartierung der Eiskuppel. Das UK Antarctic Place-Names Committee benannte ihn 1974 nach Derek Raymond Gipps (* 1929), Geschäftsführer des British Antarctic Survey von 1961 bis 1973.
Die Eiskuppel war Entstehungsort eines Spaltes im Abschnitt C des Larsen-Schelfeises, der im Juli 2017 zum Abbrechen eines rund 6000 km² großen Eisbergs führte.